# فص كلاص (مسلسل)
فص كلاص, عمل درامي كوميدي يعود بنا إلى الكويت القديمة التي تسودها المحبة من خلال اخوين شقيقين من الاب فقط، هما «طالب» الذي جسد دوره حسن البلام و«عبد السلام» ويلعب شخصيته النجم عبد الناصر درويش، كل منهما عاش طفولته بعيدا عن الآخر، وبعد سنوات طويلة في خريف العمر يلتقيان بالمصادفة وتكون لكل منهما طبيعته، وشخصيته المختلفة، وكلاهما مقطوع من شجرة وليس له أهل ويجمعهما بيت واحد في فريج يمثل الكويت 
المسلسل بطـولة عبد الناصر درويش وحسن البلام ومحمد جابر وأحمد العونان وإسماعيل سرور ومجموعة من فنانين الكويت والخليج.المقدمة والنهاية الشاعر ساهر.
ومعنى كلمة فص كلاص اتى من (فرست كلاس-First CLASS) بالعربية الدرجة الأولى ولكن نطقها الكويتيين ب فص كلاص. كان اسم المسلسل «زيد وزايد» إلى تم تغير اسمه بعد ذلك.